# Света Троица (Разлог)
Вижте пояснителната страница за други значения на Света Троица.
„Света Троица“ е българска средновековна църква край град Разлог, България. Намира се на около 3 километра южно от града, близо и източно от пътя Разлог – Банско, върху надгробна могила сред полето на Разложката котловина. Храмът е част от Неврокопската епархия на Българската православна църква.

## История
Точната дата на градежа на църквата е неизвестен, но според градежа ѝ е датирана приблизително към XIII век. Предполага се, че е разрушена около XVII век по време на помохамеданчването на българите от Чепинското корито и Мехомийско. Храмът е разкопан в 1921 година, когато е изяснен архитектурният ѝ план.

## Архитектура
По план църквата е триконхална кръстокупола сграда. Дължината ѝ е 9,4 m и е широка 6,6 m (без конхите). Олтарът е отделен от наоса чрез малка стена. В западната половина на наоса в миналото е имало два самостоятелни стълпа, а върху тях и олтарната стена е лежал куполът. Източно и западно от купола се е намирал полуцилиндричен свод. Стените са запазени до 1,3 m над пода при разкопаването, но сега са в развалини. Църквата е изградена от речен и ломен камък. На места градежът е пресечен с двоен или троен ред тухли, като има и отвесно поставени тухли между два камъка. Дебелината на стените е 0,8 m. Олтарната част е с 0,2 m по-ниска от наоса и е постлана с тухли. Храмът е интересен пример за ранния стадий на развитие на кръстокуполната архитектура в района.